# Robert Dessales-Quentin
Robert Dessales-Quentin est un peintre paysagiste et aquarelliste français né à Brantôme (Dordogne) le 25 août 1885, et mort à Périgueux le 17 mai 1958.

## Biographie
Robert Dessales-Quentin est né à Brantôme où son père était notaire. Il est victime d'une grave maladie à l'âge de 4 ans qui le rend complètement sourd. Ses parents l'ont envoyé suivre des études à l'Institut national des sourds-muets de Paris. Ayant développé ses goûts artistiques, ils lui font suivre les cours de l'académie Julian où il est l'élève de Jean-Paul Laurens puis il revient dans le Périgord.
Il expose pour la première fois en 1909 au Salon des artistes français. Il devient membre de la Société des artistes français en 1920. Il enseigne le dessin et la peinture à l'institution Saint-Joseph de Périgueux pendant 15 ans et dans son atelier de la rue du Plantier. Il donne des conseils à Paul Lunaud. Chaque année il fait une exposition de ses nouvelles œuvres. Il est un remarquable aquarelliste dans ses représentations de paysages et obtient au Salon de 1928 une mention honorable. En 1929, il y présente la toile Vieilles maisons en Corrèze.
Il est le fondateur du musée de Brantôme dont il a été le conservateur pendant douze ans et qui lui a valu d'être reçu chevalier de la Légion d'honneur en 1938.
Il a exposé ses œuvres à Paris, Roubaix, Arras, Nancy, Bordeaux, Limoges, etc.
Il a illustré par des lithographies le livre de Jean Secret, Au cœur du Périgord : Brantôme, Bourdeille publié par E. Ribes, Périgueux, en 1934 et 1938.

## Distinctions
- Officier d'académie, en 1910.
- Officier de l'instruction publique, en 1923.
- Chevalier de la Légion d'honneur, en 1939.

### Biographie
- René Édouard-Joseph, Dictionnaire biographique des artistes contemporains, tome 1, A-E, Art & Édition, 1930, p. 400
- « L'École de Périgueux - Robert Dessales-Quentin (1885-1959) », dans Bulletin de la Société historique et archéologique du Périgord, 1999, tome 126, 3e livraison, p. 405, 407-408, 414, 416 (lire en ligne)
- Guy Penaud, Dictionnaire biographique du Périgord, 1999, 957 p. (ISBN 978-2-86577-214-8), p. 316